# 有延大夢
有延 大夢（ありのぶ たいむ、1994年10月12日 - ）は、福岡県出身の日本のプロ卓球選手。右シェーク両面裏ソフトドライブ型。TリーグはT.T彩たま所属。

## 経歴
父と兄の影響を受け、4歳のころから卓球を始めた。
野田学園高等学校に入学し、高校2年のインターハイでは男子ダブルスで優勝した。
明治大学に進学し、全日本学生卓球選手権大会の男子ダブルスで二連覇した。
明治大学進学後は2017年から実業団のリコーに所属した。
2018年から琉球アスティーダに所属している。
2021-22シーズンからは、リコーを退社し、琉球アスティーダ専属のプロ卓球選手となった。
2020年、同じく卓球選手である有延優希（旧姓：松本）と入籍した。

## 主な戦績
2011年
- 平成23年度インターハイ 男子ダブルス 優勝

2013年
- 平成25年度全日本学生卓球選手権大会 男子ダブルス 優勝（平野友樹ペア）
- 平成25年度全日本学生選抜卓球選手権大会 男子シングルス 優勝

2014年
- 平成26年度全日本学生卓球選手権大会 男子ダブルス 優勝（二連覇）（平野友樹ペア）

2017年
- USオープン 男子シングルス 優勝、男子ダブルス 優勝

2018年
- 日本リーグ前期　優勝（最高殊勲選手賞）
- JTTLファイナル4 優勝

2019年
- 第28回日本卓球リーグ・ビッグトーナメント 男子シングルス 優勝、男子ダブルス 優勝（鹿屋良平ペア）

### Tリーグの成績
| シーズン | 所属チーム       | 背番号 | シングル | シングル | シングル | ダブルス | ダブルス | ダブルス |
| シーズン | 所属チーム       | 背番号 | 出場数   | 勝利数   | 敗戦数   | 出場数   | 勝利数   | 敗戦数   |
| -------- | ---------------- | ------ | -------- | -------- | -------- | -------- | -------- | -------- |
| 2018-19  | 琉球アスティーダ | #2     | 6        | 2        | 4        | 10       | 3        | 7        |
| 2019-20  | 琉球アスティーダ | #2     | 5        | 3        | 2        | 3        | 1        | 2        |
| 2020-21  | 琉球アスティーダ | #2     | 3        | 1        | 2        | 3        | 2        | 1        |
| 2021-22  | 琉球アスティーダ | #2     | 9        | 3        | 6        | 11       | 7        | 4        |
| 2022-23  | 琉球アスティーダ | #11    | 12       | 6        | 6        | 3        | 2        | 1        |
| 2023-24  | 琉球アスティーダ | #11    | 6        | 3        | 3        | 5        | 1        | 4        |
| 2024-25  | T.T彩たま        | #28    | 22       | 16       | 6        | 24       | 20       | 4        |